# دلار قطب جنوب
دلار قطب جنوب (به انگلیسی: Antarctican dollar) با کد ایزوی AQD، یکای پول رایج در جنوبگان است.